# Norwegischer Fußballpokal der Männer 1993
Der norwegische Fußballpokal 1993 (kurz auch NM-Cup 1993 genannt) war die 88. Austragung des Fußballpokalwettbewerbs der Männer. Pokalsieger wurde der FK Bodø/Glimt. Das Team setzte sich im Finale mit 2:0 gegen Strømsgodset IF durch. Durch den Sieg qualifizierte sich Bodø für den Europapokal der Pokalsieger 1994/95.
In den ersten drei Runden wurde der Sieger bei einem Unentschieden nach Verlängerung im Elfmeterschießen ermittelt. Ab der vierten Runde kam es bei einem Remis zum Wiederholungsspiel.

## 1. Runde
| Datum      |                     | Ergebnis              |                      |
| ---------- | ------------------- | --------------------- | -------------------- |
| 11.05.1993 | IL Norild           | 0:2                   | Honningsvåg TIF      |
|            | FK Ørn              | 0:3                   | Strømsgodset IF      |
|            | Stabæk IF           | 2:0                   | Bærum SK             |
|            | Stord IL            | 1:5                   | Fana IL              |
|            | Vålerenga Oslo      | 7:2                   | Galterud IF          |
|            | SK Vedavåg Karmøy   | 1:2                   | SK Haugar            |
|            | Volda TI            | 2:1 n. V.             | Skarbøvik IF         |
| 12.05.1993 | Aalesunds FK        | 2:0                   | Kristiansund FK      |
|            | Ålgård FK           | 0:4                   | Viking Stavanger     |
|            | Alta IF             | 0:7                   | Tromsø IL            |
|            | Åndalsnes IF        | 3:1                   | Lom IL               |
|            | Åsane IL            | 1:0                   | Bjørnar IF           |
|            | Åssiden IF          | 0:2                   | Fram Larvik          |
|            | IL Averøykameratene | 7:2                   | KIL-Hemne Fotball    |
|            | Byåsen IL           | 5:0                   | Melhus IL            |
|            | Clausenengen FK     | 1:6                   | Molde FK             |
|            | SK Djerv 1919       | 4:3                   | Åkra IL              |
|            | Drøbak/Frogn IL     | 3:1                   | IL Runar Sandefjord  |
|            | Eidsvold Turn       | 0:1                   | Elverum FK           |
|            | Eiger IL            | 1:4                   | Bryne FK             |
|            | Frigg Oslo FK       | 2:0                   | Stovnerkameratene BK |
|            | FK Gevir Bodø       | 5:2                   | Sortland IL          |
|            | Grovfjord IL        | 4:2                   | Finnsnes IL          |
|            | Grue IL             | 0:3 n. V.             | Kongsvinger IL       |
|            | Hana IL             | 2:2 n. V. (4:1 i. E.) | FK Vidar             |
|            | Høland IL           | 3:1                   | SK Sprint-Jeløy      |
|            | Holmestrand IF      | 1:7                   | Eik IF Tønsberg      |
|            | IF Liv/Fossekallen  | 1:0                   | SF Grei              |
|            | FK Jerv             | 3:1                   | Vindbjart FK         |
|            | Jevnaker IF         | 2:1                   | SFK Lyn Oslo         |
|            | Kjelsås IL          | 5:2                   | Holmen IF            |
|            | Kvinesdal IL        | 0:4                   | Start Kristiansand   |
|            | Larvik Turn         | 1:6                   | Odds BK              |
|            | Lillehammer FK      | 0:3                   | Ham-Kam              |
|            | Løv-Ham IL          | 2:1                   | Vadmyra IL           |
|            | Lyngbø SK           | 0:1                   | Os TF                |
|            | Mosjøen IL          | 1:4                   | Namsos IL            |
|            | Moss FK             | 3:0                   | SK Falk Horten       |
|            | IL Nest             | 0:2                   | Fyllingen IL         |
|            | NTHI                | 0:2                   | IL Stjørdals-Blink   |
|            | Nybergsund IL       | 3:0                   | Raufoss IL           |
|            | Orkdal IL           | 3:0                   | Kolstad IL           |
|            | Ørsta IL            | 0:5                   | IL Hødd              |
|            | Ottestad IL         | 0:2                   | Lillestrøm SK        |
|            | IF Pors             | 0:1                   | Øyestad IF           |
|            | Råde IL             | 1:2                   | Torp IF              |
|            | Ramfjord UIL        | 3:5                   | Lyngen/Karnes IL     |
|            | Rælingen FK         | 1:4                   | Lørenskog IF         |
|            | Salangen IF         | 0:7                   | FK Mjølner           |
|            | Sandefjord BK       | 5:3 n. V.             | Fredrikstad FK       |
|            | Sandnes Ulf         | 1:0                   | Figgjo IL            |
|            | Selbak TIF          | 1:2                   | Sarpsborg FK         |
|            | Ski IL              | 2:0                   | Kolbotn IL           |
|            | SK Skjold           | 1:0                   | SK Vard Haugesund    |
|            | Solberg SK          | 0:1                   | Mjøndalen IF         |
|            | Sørumsand IL        | 2:1                   | Strømmen IF          |
|            | IL Stålkameratene   | 3:4                   | FK Bodø/Glimt        |
|            | Steinkjer FK        | 2:1                   | Nardo FK             |
|            | Strindheim IL       | 7:0                   | SK Nessegutten       |
|            | Stryn TIL           | 0:4                   | Sogndal IL           |
|            | Tromsdalen UIL      | 5:1                   | IF Skarp             |
|            | Ullern IF           | 3:1                   | Skeid Oslo           |
|            | FBK Voss            | 0:1                   | Brann Bergen         |
|            | Vuku IL             | 00:15                 | Rosenborg Trondheim  |

## 2. Runde
| Datum      |                    | Ergebnis              |                     |
| ---------- | ------------------ | --------------------- | ------------------- |
| 25.05.1993 | SK Haugar          | 1:3                   | Fana IL             |
|            | Lørenskog IF       | 0:7                   | Lillestrøm SK       |
|            | Namsos IL          | 1:4                   | Rosenborg Trondheim |
|            | Viking Stavanger   | 2:1                   | Sandnes Ulf         |
| 26.05.1993 | Åndalsnes IF       | 1:0                   | Steinkjer FK        |
|            | FK Bodø/Glimt      | 8:0                   | FK Gevir Bodø       |
|            | Byåsen IL          | 0:3                   | Molde FK            |
|            | Fram Larvik        | 4:3 n. V.             | Mjøndalen IF        |
|            | Frigg Oslo FK      | 2:3                   | Sandefjord BK       |
|            | Fyllingen IL       | 2:1                   | Løv-Ham IL          |
|            | Hana IL            | 1:0                   | SK Djerv 1919       |
|            | IL Hødd            | 3:0                   | IL Averøykameratene |
|            | IF Liv/Fossekallen | 2:3 n. V.             | Eik IF Tønsberg     |
|            | Høland IL          | 0:9                   | Vålerenga Oslo      |
|            | Honningsvåg TIF    | 0:4                   | Tromsdalen UIL      |
|            | Kongsvinger IL     | 7:0                   | Stabæk IF           |
|            | Lyngen/Karnes IL   | 0:3                   | Tromsø IL           |
|            | FK Mjølner         | 5:2                   | Grovfjord IL        |
|            | Nybergsund IL      | 2:3 n. V.             | Ham-Kam             |
|            | Odds BK            | 5:3 n. V.             | Moss FK             |
|            | Orkdal IL          | 0:2                   | Strindheim IL       |
|            | Os TF              | 1:3                   | Brann Bergen        |
|            | Øyestad IF         | 1:1 n. V. (9:8 i. E.) | Bryne FK            |
|            | Sarpsborg FK       | 0:2                   | Drøbak/Frogn IL     |
|            | SK Skjold          | 1:2                   | Åsane IL            |
|            | Sogndal IL         | 2:1                   | Ullern IF           |
|            | Sørumsand IL       | 1:3                   | Jevnaker IF         |
|            | Start Kristiansand | 9:4                   | FK Jerv             |
|            | Torp IF            | 0:2                   | Ski IL              |
|            | Volda TI           | 2:4                   | Aalesunds FK        |
| 27.05.1993 | IL Stjørdals-Blink | 1:0                   | Elverum FK          |
|            | Strømsgodset IF    | 5:0                   | Kjelsås IL          |

## 3. Runde
| Datum      |                     | Ergebnis  |                    |
| ---------- | ------------------- | --------- | ------------------ |
| 22.06.1993 | Molde FK            | 1:0       | Strindheim IL      |
|            | Sandefjord BK       | 1:0       | Kongsvinger IL     |
|            | Aalesunds FK        | 1:4       | Vålerenga Oslo     |
|            | Øyestad IF          | 0:5       | Strømsgodset IF    |
|            | Eik IF Tønsberg     | 5:4       | Åsane IL           |
| 23.06.1993 | Brann Bergen        | 2:0       | Åndalsnes IF       |
|            | Hana IL             | 0:2       | Viking Stavanger   |
|            | IL Stjørdals-Blink  | 1:2       | FK Bodø/Glimt      |
|            | Drøbak/Frogn IL     | 2:1       | IL Hødd            |
|            | Tromsø IL           | 5:1       | FK Mjølner         |
|            | Ham-Kam             | 1:0       | Fram Larvik        |
|            | Odds BK             | 1:3       | Sogndal IL         |
|            | Jevnaker IF         | 2:4       | Fyllingen IL       |
|            | Lillestrøm SK       | 3:0       | Ski IL             |
|            | Rosenborg Trondheim | 6:0       | Tromsdalen UIL     |
|            | Fana IL             | 2:1 n. V. | Start Kristiansand |

## 4. Runde
| Datum      |                  | Ergebnis  |                     |
| ---------- | ---------------- | --------- | ------------------- |
| 21.07.1993 | Viking Stavanger | 2:2 n. V. | Brann Bergen        |
|            | Fana IL          | 0:6       | Molde FK            |
|            | FK Bodø/Glimt    | 2:1       | Drøbak/Frogn IL     |
|            | Tromsø IL        | 2:1 n. V. | Sandefjord BK       |
|            | Vålerenga Oslo   | 1:3       | Strømsgodset IF     |
|            | Eik IF Tønsberg  | 0:2       | Ham-Kam             |
|            | Sogndal IL       | 3:4 n. V. | Fyllingen IL        |
|            | Lillestrøm SK    | 3:1       | Rosenborg Trondheim |

### Wiederholungsspiel
| Datum      |              | Ergebnis |                  |
| ---------- | ------------ | -------- | ---------------- |
| 28.07.1993 | Brann Bergen | 1:0      | Viking Stavanger |

## Viertelfinale
| Datum      |                 | Ergebnis |               |
| ---------- | --------------- | -------- | ------------- |
| 18.08.1993 | FK Bodø/Glimt   | 3:0      | Tromsø IL     |
|            | Brann Bergen    | 2:0      | Molde FK      |
|            | Strømsgodset IF | 2:1      | Ham-Kam       |
| 25.08.1993 | Fyllingen IL    | 1:0      | Lillestrøm SK |

## Halbfinale
| Datum      |                 | Ergebnis |               |
| ---------- | --------------- | -------- | ------------- |
| 18.09.1993 | Brann Bergen    | 2:4      | FK Bodø/Glimt |
| 19.09.1993 | Strømsgodset IF | 2:1      | Fyllingen IL  |

## Finale
| FK Bodø/Glimt                               | FK Bodø/Glimt | Strømsgodset IF | Strømsgodset IF |
| ------------------------------------------- | --- | --- | --------------- |
| FK Bodø/Glimt                               | \| Finale \| \| 24. Oktober 1993 in Oslo (Ullevaal-Stadion) \| \| Ergebnis: 2:0 (0:0) \| \| Zuschauer: 26.315 \| \| Schiedsrichter: Sven Kjellbrott \| \| Spielbericht \|                                                                           | \| Finale \| \| 24. Oktober 1993 in Oslo (Ullevaal-Stadion) \| \| Ergebnis: 2:0 (0:0) \| \| Zuschauer: 26.315 \| \| Schiedsrichter: Sven Kjellbrott \| \| Spielbericht \|                                                                                              | Strømsgodset IF |
| FK Bodø/Glimt                               | Rohnny Westad (86. Tor-Arne Aga) – Ola Haldorsen, Trond Sollied, Charles Berstad, Andreas Evjen – Tommy Hansen, Tom Kåre Staurvik, Runar Berg – Aasmund Bjørkan (73. Thor Mikalsen), Bent Inge Johnsen, Harald Brattbakk Cheftrainer: Trond Sollied | Thomas André Ødegaard – Espen Horsrud, Vegard Hansen, Frode Johannessen, Ståle Skau – Geir Andersen, Ruben Bakke, Krister Isaksen (78. Ståle Brandsrud), Odd Johnsen, Lars Kåre Gustavsen (74. Hans Erik Ødegård) – Juro Kuvicek. Cheftrainer: Dag Vidar Kristoffersen | Strømsgodset IF |
| FK Bodø/Glimt                               | 1:0 Bent Inge Johnsen (65.) 2:0 Tom Kåre Staurvik (82.) | | Strømsgodset IF |
| FK Bodø/Glimt                               | Vegard Hansen | | Strømsgodset IF |
| Finale                                      | | |                 |
| 24. Oktober 1993 in Oslo (Ullevaal-Stadion) | | |                 |
| Ergebnis: 2:0 (0:0)                         | | |                 |
| Zuschauer: 26.315                           | | |                 |
| Schiedsrichter: Sven Kjellbrott             | | |                 |
| Spielbericht                                | | |                 |